# Konstantin Lopusjanskij
Konstantin Lopusjanskij (Константин Лопушанский), född 12 juni 1947 i Dnepropetrovsk, Ukrainska SSR, Sovjetunionen, är en rysk filmregissör och manusförfattare. Han utbildade sig först till musiker och började arbeta med film som medarbetare till Andrej Tarkovskij. Lopusjanskij är bland annat känd för efter katastrofen-filmen Brev från en död man från 1986.

## Liv och gärning
Konstantin Lopusjanskij utbildade sig först till musiker och examinerades från Kazans konservatorium som violinist 1970. Han blev antagen som doktorand vid Leningrads konservatorium och doktorerade i konstkritik 1973. Därefter arbetade han vid båda konservatorierna samtidigt som han studerade manusskrivande och regi fram till 1979. Samma år arbetade han som produktionsassistent vid Andrej Tarkovskijs film Stalker. År 1980 anställdes han av bolaget Lenfilm.
Efter flera mindre produktioner långfilmsdebuterade han som regissör 1986 med den postapokalyptiska kärnvapensfilmen Brev från en död man. Filmen blev en publikframgång i Sovjetunionen och distribuerad i ett stort antal andra länder. Hans nästa film var Posetiteja muzeja ("museibesökaren") från 1989, ett religiöst och moraliskt kontemplativt drama som avvek i en tid då rysk film var dominerad av intrigdriven underhållning.
Efter kommunismens fall har Lopusjanskij gjort filmerna Russkaja simfonija ("rysk symfoni") (1994), den svårfinansierade Konets veka ("århundradets slut") (2001), science fiction-filmen Gadkie lebadi ("fula svanar") (2006) och det historiska dramat Rol ("roll") (2013). Han har även författat flera operalibretton och en bok om den ryska musikkritikens historia.